# Berru
Berru est une commune française, située dans le département de la Marne en région Grand Est.
Ses habitants sont appelés les Berruyats et les Berruyates.

## Géographie
Au sud du village, on trouve le Mont de Berru, qui culmine à 267 mètres. Si son sommet est forestier, ses versants sont occupés par le vignoble de Champagne.
Les villages qui sont autour de Berru sont Cernay-lès-Reims, Witry-lès-Reims, Nogent-l'Abbesse et Beine-Nauroy.
| Witry-lès-Reims  | Caurel           | Lavannes     |
| Cernay-lès-Reims | Berru            | Époye        |
|                  | Nogent-l'Abbesse | Beine-Nauroy |

### Hydrographie
La commune est dans la région hydrographique « la Seine du confluent de l'Oise (inclus) à l'embouchure » au sein du bassin Seine-Normandie. Elle n'est drainée par aucun cours d'eau,.

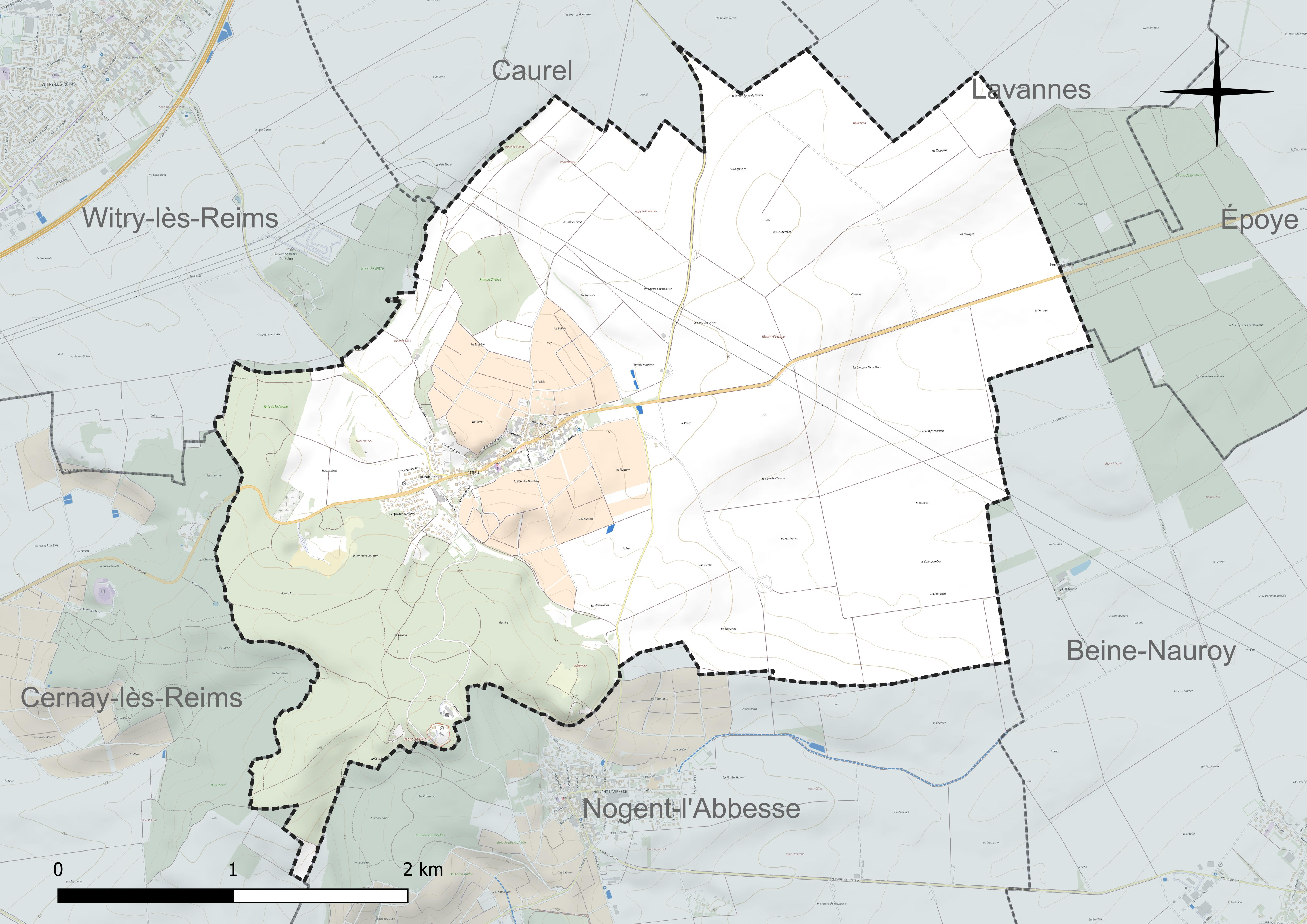
Réseau hydrographique de Berru.

### Climat
Pour des articles plus généraux, voir Climat du Grand Est et Climat de la Marne.
En 2010, le climat de la commune est de type climat océanique dégradé des plaines du Centre et du Nord, selon une étude du Centre national de la recherche scientifique s'appuyant sur une série de données couvrant la période 1971-2000. En 2020, Météo-France publie une typologie des climats de la France métropolitaine dans laquelle la commune est exposée à un climat océanique altéré et est dans la région climatique  Nord-est du bassin Parisien, caractérisée par un ensoleillement médiocre, une pluviométrie moyenne régulièrement répartie au cours de l’année et un hiver froid (3 °C).
Pour la période 1971-2000, la température annuelle moyenne est de 10,2 °C, avec une amplitude thermique annuelle de 15,8 °C. Le cumul annuel moyen de précipitations est de 753 mm, avec 11,9 jours de précipitations en janvier et 8,3 jours en juillet. Pour la période 1991-2020, la température moyenne annuelle observée sur la station météorologique de Météo-France la plus proche, « Mailly-civc », sur la commune de Mailly-Champagne à 13 km à vol d'oiseau, est de 11,2 °C et le cumul annuel moyen de précipitations est de 755,5 mm. 
La température maximale relevée sur cette station est de 39,8 °C, atteinte le 25 juillet 2019 ; la température minimale est de −20 °C, atteinte le 16 janvier 1985,,.
Les paramètres climatiques de la commune ont été estimés pour le milieu du siècle (2041-2070) selon différents scénarios d'émission de gaz à effet de serre à partir des nouvelles projections climatiques de référence DRIAS-2020. Ils sont consultables sur un site dédié publié par Météo-France en novembre 2022.

## Urbanisme

### Typologie
Au 1er janvier 2024, Berru est catégorisée commune rurale à habitat dispersé, selon la nouvelle grille communale de densité à sept niveaux définie par l'Insee en 2022.
Elle est située hors unité urbaine. Par ailleurs la commune fait partie de l'aire d'attraction de Reims, dont elle est une commune de la couronne,. Cette aire, qui regroupe 294 communes, est catégorisée dans les aires de 200 000 à moins de 700 000 habitants,.

### Occupation des sols
L'occupation des sols de la commune, telle qu'elle ressort de la base de données européenne d’occupation biophysique des sols Corine Land Cover (CLC), est marquée par l'importance des territoires agricoles (77,1 % en 2018), une proportion sensiblement équivalente à celle de 1990 (77,8 %). La répartition détaillée en 2018 est la suivante : 
terres arables (68,5 %), forêts (20 %), cultures permanentes (8,6 %), zones urbanisées (2,9 %). L'évolution de l’occupation des sols de la commune et de ses infrastructures peut être observée sur les différentes représentations cartographiques du territoire : la carte de Cassini (XVIIIe siècle), la carte d'état-major (1820-1866) et les cartes ou photos aériennes de l'IGN pour la période actuelle (1950 à aujourd'hui).

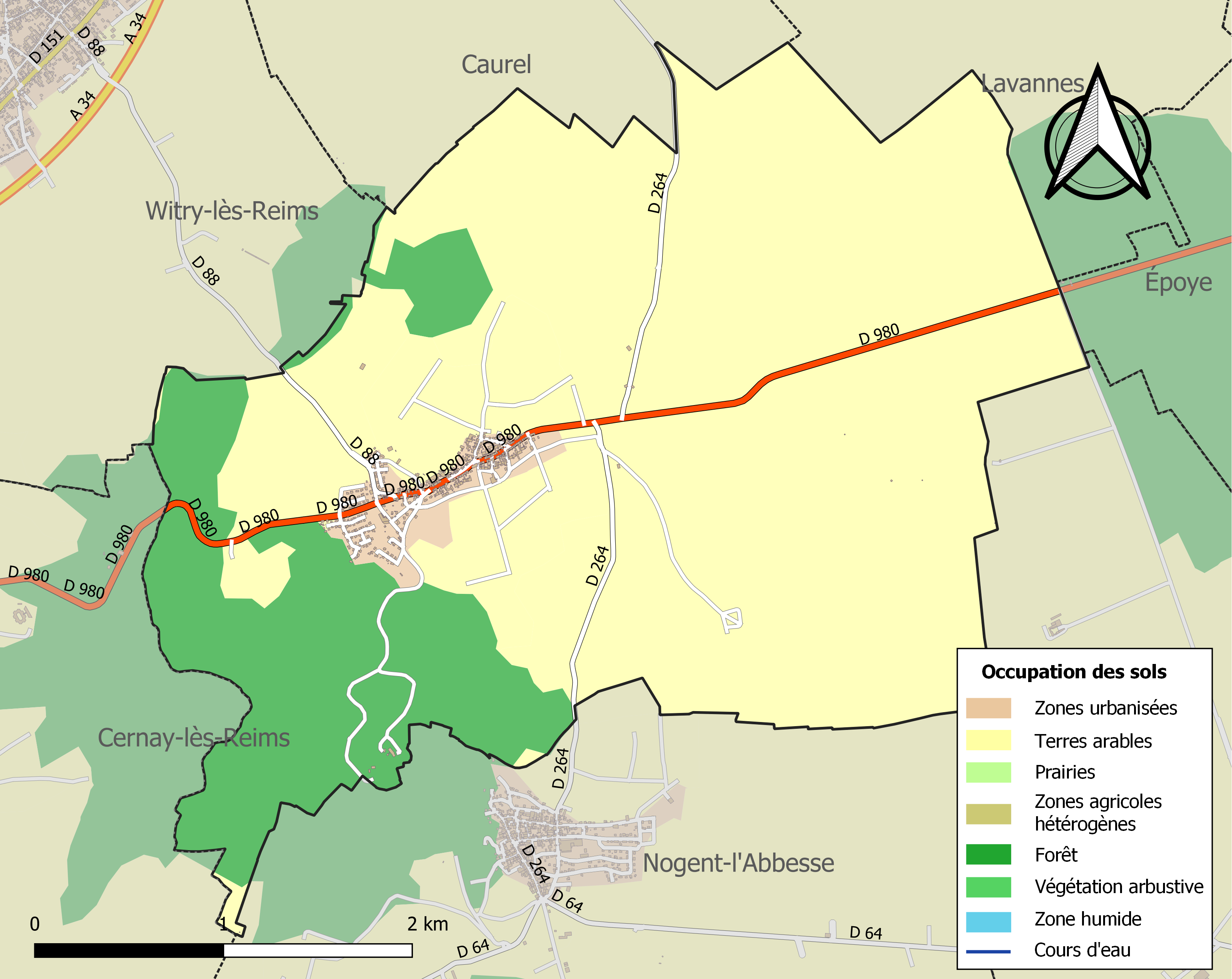
Carte des infrastructures et de l'occupation des sols de la commune en 2018 (CLC).

## Toponymie
Cité comme Berracum en 1119 et Berru en 1231.
Toponyme peut-être issu du bas latin Beria pour « plaine ».
La coutume veut que le nom vienne de Berr, fils de Ursa Boeré reine d'un peuple belge, qui aurait installé sa demeure sur cette colline à l'est de Reims.

## Histoire
Des fouilles archéologiques ont mis en évidence un site d'habitation mésolithique. Certains de ces objets se trouvent au musée Saint-Remi à Reims, d'autres sont conservés et visibles au Musée d'archéologie nationale de Saint-Germain-en-Laye (Yvelines).
La coutume veut que le nom vienne de Berr, fils de Ursa Boeré reine d'un peuple belge, qui aurait installé sa demeure sur cette colline à l'est de Reims. Berr avait comme épouse une princesse de Soissons. Berru aurait été dévasté par les Francs de Clovis qui après y installaient Robimbert, un de ses lieutenants qui prêtait alors hommage à Remi de Reims. C'est Robimbert qui aurait été à l'origine de la première chapelle du village dédiée à Martin de Tour. Son fils était marié à Albintine et c'est dans sa suite que les premières vignes venues de l'Auxerrois auraient été plantées à Berru. En 795 est mentionné Manigard, seigneur de Berru qui épousait Dorothé, sœur d'Ebbon qui allait devenir évêque de Reims. À la fin du Xe siècle une maladrerie ou résidence des carabins fut édifiée entre le château et la fontaine Saint-Martin. Cette fontaine délivrait des eaux qui étaient utilisées pour soigner et Philippe et Louis le Gros s'y seraient arrêtés donnant le nom du tertre La Nau des Rois.
Au XVe siècle, une communauté monacale dépendante de Saint-Remi s'installait dans un vallon sud-ouest du mont. Au XVIe, les portes de la muraille de la ville furent démantelées et les foires de la ville perdirent de leur fréquentation.

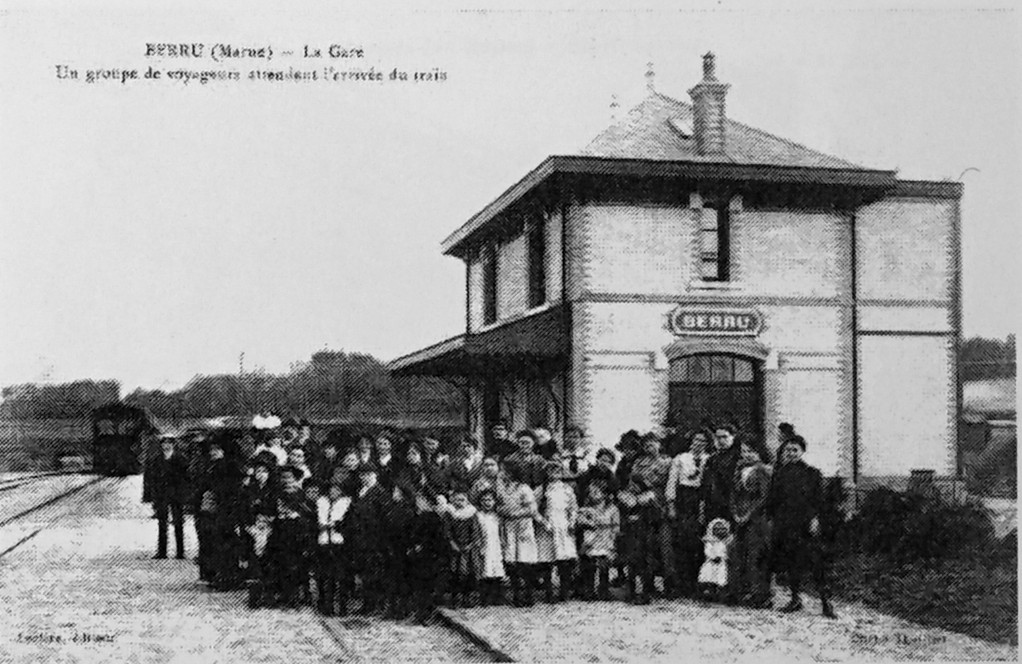
Ancienne gare,
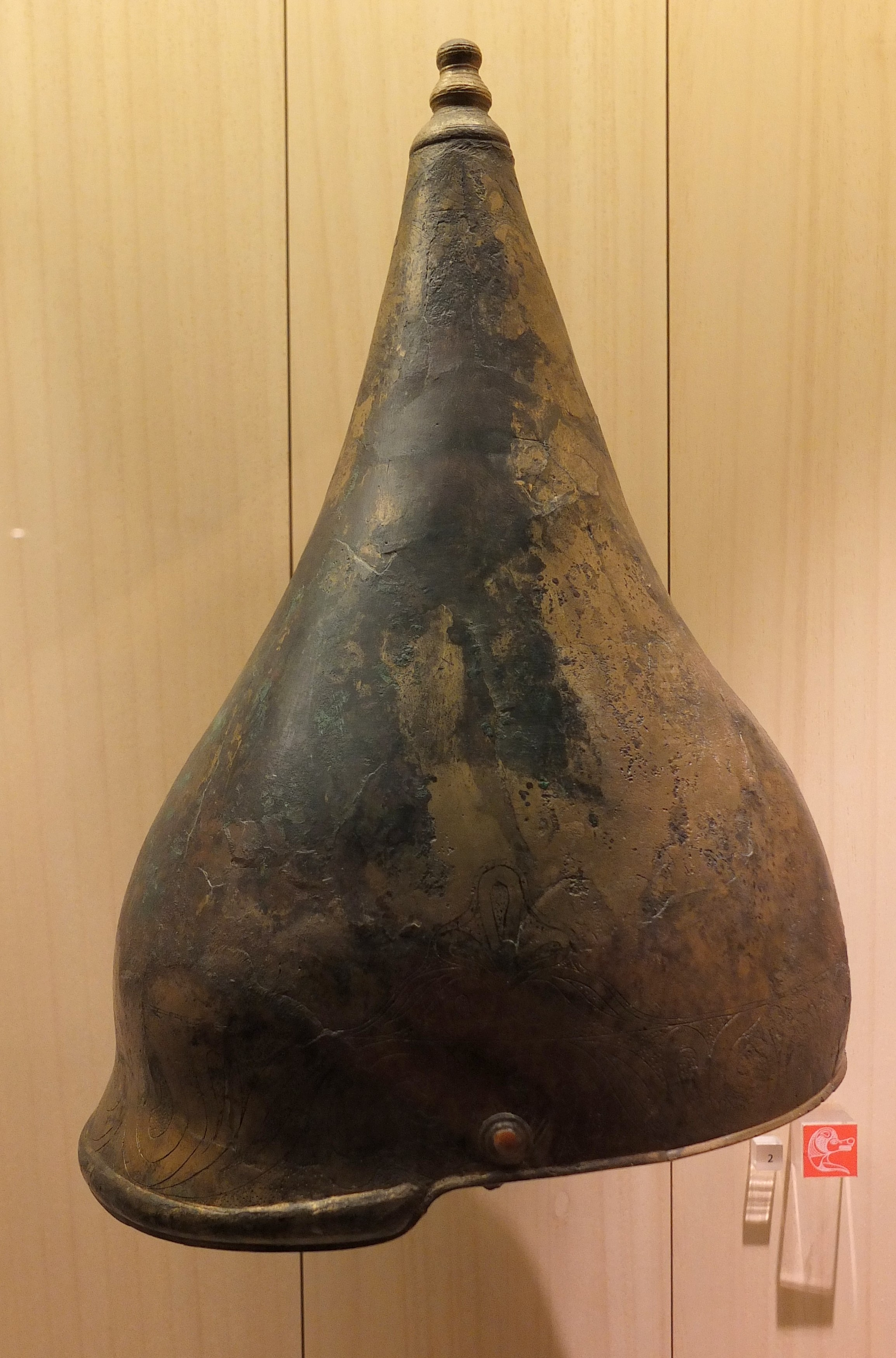
casque de Berru,
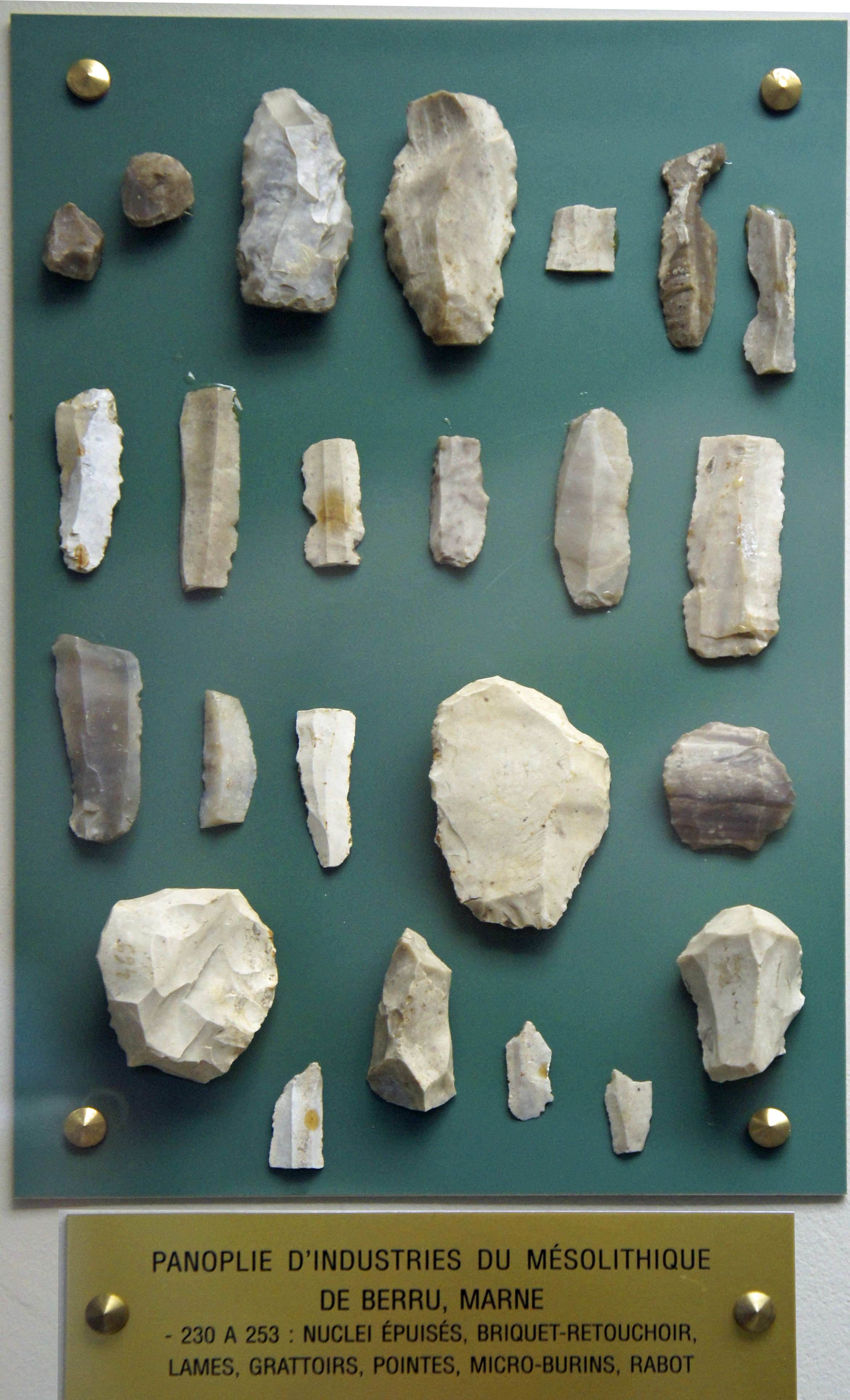
objets lithiques.

La commune est décorée de la Croix de guerre 1914-1918 le 1er octobre 1920.

## Politique et administration

### Intercommunalité
La commune, jusqu'alors membre de la communauté de communes du Mont de Berru destinée à disparaître, a adhéré le 31 décembre 2012 à la communauté de communes de Beine-Bourgogne.

### Liste des maires
| Période                                  | Période                      | Identité             | Étiquette | Qualité |
| ---------------------------------------- | ---------------------------- | -------------------- | --------- | ------- |
| Les données manquantes sont à compléter. |                              |                      |           |         |
| avant 1874                               | après 1879                   | Provignon            |           |         |
| 2001                                     | 2006                         | Patrick Prillieux    | UMP       |         |
| 2006                                     | 2009                         | Jean-Jacques Morisot |           |         |
| 2009                                     | 2014                         | Danièle Hubert       |           |         |
| 2014                                     | En cours (au 4 juillet 2014) | Christophe Sacré     |           |         |

## Démographie
L'évolution du nombre d'habitants est connue à travers les recensements de la population effectués dans la commune depuis 1793. Pour les communes de moins de 10 000 habitants, une enquête de recensement portant sur toute la population est réalisée tous les cinq ans, les populations de référence des années intermédiaires étant quant à elles estimées par interpolation ou extrapolation. Pour la commune, le premier recensement exhaustif entrant dans le cadre du nouveau dispositif a été réalisé en 2007.

En 2022, la commune comptait 618 habitants, en évolution de +11,55 % par rapport à 2016 (Marne : −1,19 %, France hors Mayotte : +2,11 %).
| 1793 | 1800 | 1806 | 1821 | 1831 | 1836 | 1841 | 1846 | 1851 |
| ---- | ---- | ---- | ---- | ---- | ---- | ---- | ---- | ---- |
| 770  | 722  | 734  | 794  | 844  | 803  | 835  | 790  | 795  |

| 1856 | 1861 | 1866 | 1872 | 1876 | 1881 | 1886 | 1891 | 1896 |
| ---- | ---- | ---- | ---- | ---- | ---- | ---- | ---- | ---- |
| 787  | 734  | 721  | 608  | 872  | 593  | 564  | 659  | 447  |

| 1901 | 1906 | 1911 | 1921 | 1926 | 1931 | 1936 | 1946 | 1954 |
| ---- | ---- | ---- | ---- | ---- | ---- | ---- | ---- | ---- |
| 449  | 424  | 404  | 290  | 301  | 258  | 261  | 266  | 301  |

| 1962 | 1968 | 1975 | 1982 | 1990 | 1999 | 2006 | 2007 | 2012 |
| ---- | ---- | ---- | ---- | ---- | ---- | ---- | ---- | ---- |
| 279  | 287  | 296  | 320  | 459  | 454  | 497  | 503  | 498  |

| 2017 | 2022 | - | - | - | - | - | - | - |
| ---- | ---- | - | - | - | - | - | - | - |
| 574  | 618  | - | - | - | - | - | - | - |

## Économie
Berru accueille une coopérative viticole.

## Culture locale et patrimoine

### Lieux et monuments

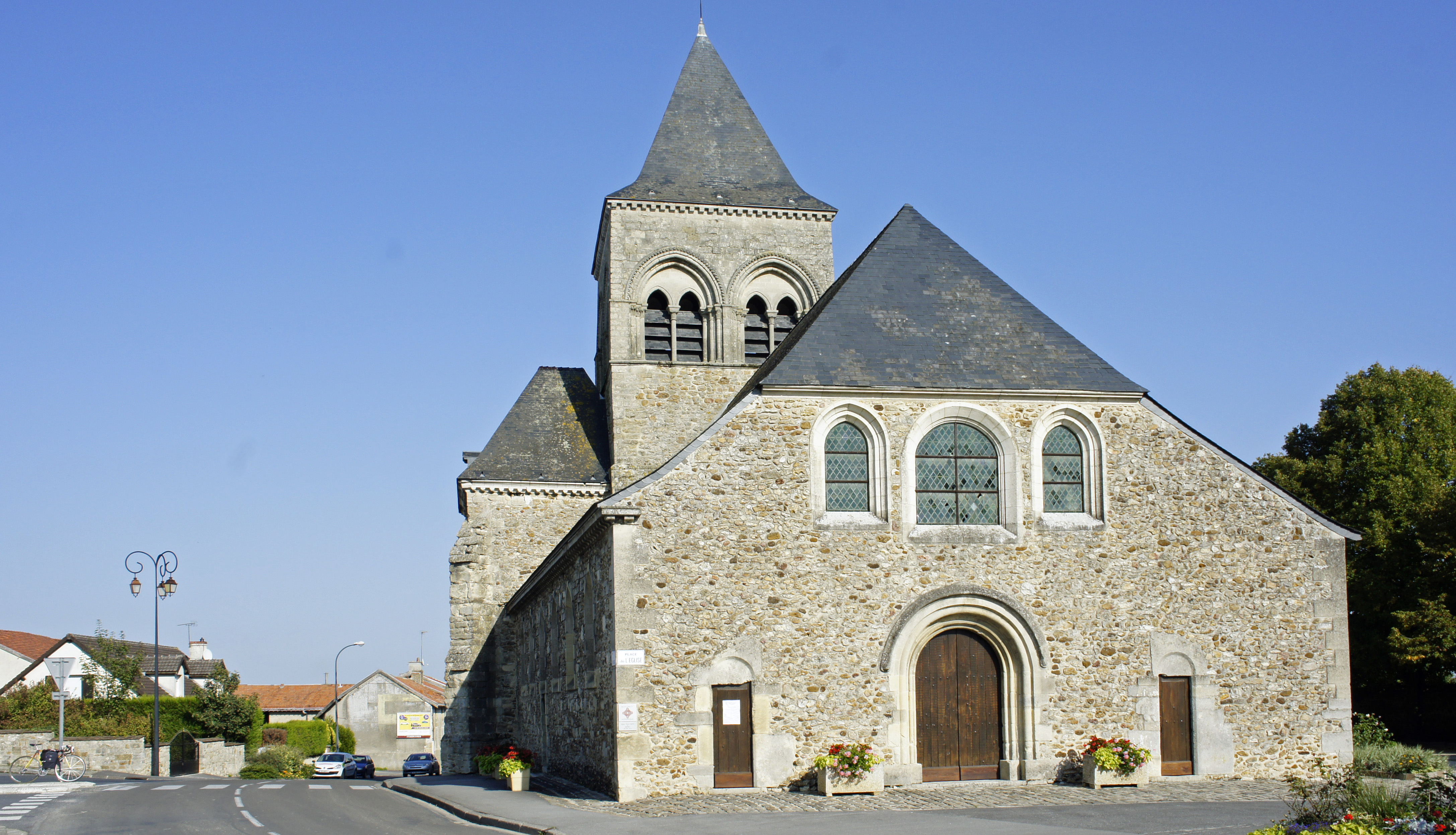
L'église Saint-Martin.

- L'église Saint-Martin date des XIIe et XIIIe siècles. Elle est classée monument historique depuis 1921[26].

### Personnalités liées à la commune
- Jean-François Dupuis-Delcourt : aéronaute, physicien, astronome, né à Berru le 25 mars 1802, mort à Ivry le 2 avril 1864. En 1821 première utilisation du gaz d’éclairage pour gonfler les ballons. Premiers essais d’application en météorologie.

### Sources
- Édouard Fourdrignier,  Les Casques gaulois à forme conique. L'influence orientale (Etude comparative des casques trouvés à Cuperly, la Gorge-Meillet et Berru), Tours, Bousrez, 1880.
- Charles Bosteaux-Paris, Résultat des fouilles faites dans six cimetières gaulois pendant les années 1903, 1904, 1905 et 1906 à Prosnes, Lavannes, Heutrégiville, Caurel et Berru, Paris, 1908.